# Ford GT90
Der Ford GT90 ist ein Prototyp eines Supersportwagens des Automobilherstellers Ford. Er wurde am 6. Dezember 1994 enthüllt und auf der North American International Auto Show in Detroit im Januar 1995 erstmals der Öffentlichkeit präsentiert.

## Merkmale

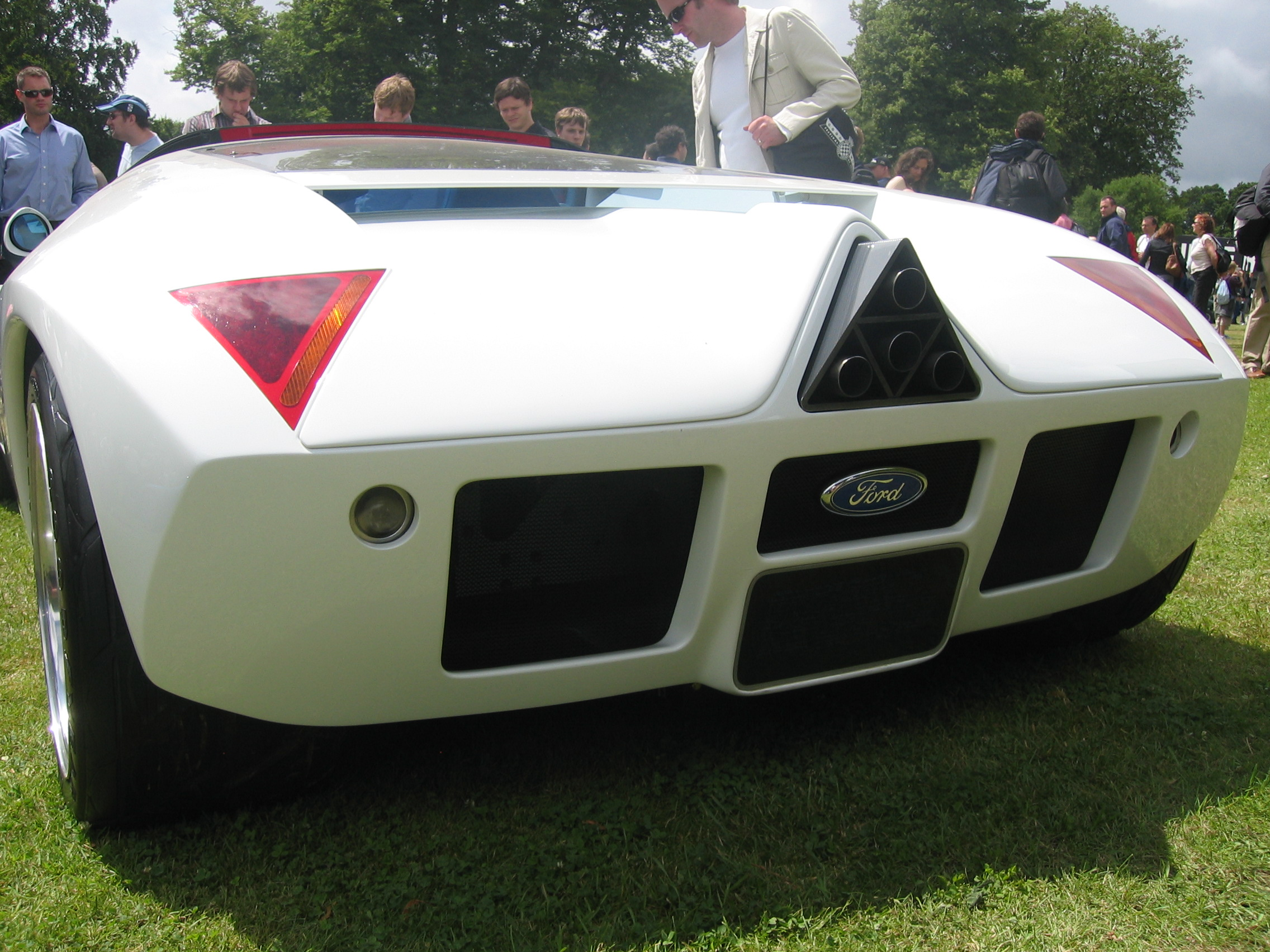
Heckansicht des Ford GT90

Das Typische des Ford GT90 ist wohl seine weiße Karosserie, die aus Glasfaserverbundmaterial besteht, und seine auf verstärktem Aluminium aufbauende Struktur. Der Heckspoiler liegt wie ein Schild über dem Dreieck, das die Auspuffrohre aufnimmt.
Der mit vier Garrett-Turboladern unter Druck gesetzte Sechsliter-12-Zylinder-V-Motor ist mit 529 kW (720 PS) bei 6600 min−1 einer der stärksten Motoren, die Ford jemals hergestellt hat. Er beschleunigt den GT90 von 0 auf 100 km/h in 3,1 Sekunden.
Zunächst wollte Ford eine Kleinserie von rund 100 Exemplaren veröffentlichen, dazu kam es jedoch nie.

## Mediale Rezeption
Im Rennspiel Need for Speed II des amerikanischen Herstellers Electronic Arts gibt es die Möglichkeit, den GT90 über die im Spiel enthaltenen Strecken zu fahren. Auch im PlayStation-Spiel Gran Turismo 2 ist der GT90 enthalten. Des Weiteren in Sega GT 2002 (Xbox), Ford Racing 2, 3 und Street Racing für die PlayStation 2, TOCA Race Driver 2 (PS2), Ford Vs. Chevy (PS2), Project Gotham Racing 3 (Xbox 360) und Rush 2: Extreme Racing USA für das Nintendo 64. Eine lizenzfreie Version des GT90 ist im Rennspiel Jeff Gordon XS Racing spielbar.